# Builder.ai
Builder.ai (anciennement Engineer.ai Corporation) était une start-up de développement d'applications mobiles qui prétendait utiliser l'intelligence artificielle pour accélérer le développement des applications. L'entreprise était principalement basée au Royaume-Uni et aux États-Unis, avec des filiales moins importantes à Singapour et en Inde. Après des années d'accusations selon lesquelles la société aurait exagéré ses capacités en IA et présenté des états financiers erronés, l'entreprise a fait faillite en 2025.

## Histoire
L'entreprise a été fondée en 2016 par scission d'une entreprise précédente. Elle se vantait de rendre la création de sites Web ou d'applications mobiles « aussi simple que de commander une pizza ». Ce slogan a attiré les investisseurs.
En 2019, le Wall Street Journal a rapporté qu'Engineer.ai  utilisait des ingénieurs humains plutôt que l'IA pour la plupart de ses travaux de codage, contredisant les affirmations marketing de l'entreprise concernant son processus de développement basé sur l'IA.
En 2023, elle a reçu 230 millions de dollars lors d'un tour de financement auprès d'investisseurs comme Microsoft et la Qatar Investment Authority. Microsoft avait initialement prévu d'intégrer la technologie Builder.ai à son logiciel Azure avant que les créanciers ne saisissent les fonds de Builder.ai.

### Effondrement et faillite
En mai 2025, Bloomberg a accusé Builder.ai et une autre société indienne, VerSe, d'avoir recours à des transactions circulaires, une pratique consistant à vendre puis racheter un actif au même prix, afin de gonfler les chiffres d'affaires. Builder.ai aurait eu recours à ce procédé entre 2021 et 2024. VerSe a nié ces allégations, tandis que Builder.ai a refusé de commenter. Un autre rapport a accusé l'entreprise de gonfler son chiffre d'affaires de plus de 20%. En 2025, l'entreprise a engagé des auditeurs pour vérifier ses états financiers postérieurs à 2023. Mi-2024, l'entreprise a revu à la baisse ses prévisions de chiffre d'affaires pour le second semestre 2024 de 25%. Pour 2023, le chiffre d'affaires a été revu à la baisse de 180 millions de dollars à 45 millions. Pour 2024, on passe de 220 millions de dollars à 55 millions.    
Le 27 février 2025, Sachin Dev Duggal a démissionné de son poste de PDG, tout en conservant son siège au conseil d'administration et son titre de « chef sorcier ». Manpreet Ratia a été nommé comme nouveau PDG. La même année, l'entreprise a réduit son conseil d'administration de neuf à cinq sièges et a demandé à Duggal de renoncer à quatre des cinq sièges qu'il occupait auparavant. Le 20 mai 2025, Ratia a informé ses employés, lors d'une conférence téléphonique interne, que les fonds étaient épuisés et que l'entreprise allait se déclarer en faillite. L'entreprise a licencié 80% de ses effectifs, soit environ 1 000 personnes. Face à un endettement élevé et à un solde déficitaire, certains actionnaires ont injecté 75 millions de dollars dans l'entreprise début 2025.
En mai 2025, Builder.ai a annoncé une procédure d'insolvabilité après que les créanciers aient saisi 50 millions de dollars empruntés en octobre 2024. Duggal cherche un accord avec des investisseurs pour racheter l'entreprise.
Avant sa faillite, Builder est valorisée 1,5 milliard de dollars. Son effondrement va révéler que derrière son intelligence artificielle, dénommée Natasha, se cachaient 700 ingénieurs informatiques indiens.